# Club Classics Vol. One
Club Classics Vol. One, изданный в США под названием Keep On Movin’, — дебютный студийный альбом британской группы Soul II Soul, выпущенный 10 апреля 1989 года.

## Восприятие
| Оценки критиков               | Оценки критиков |
| Источник                      | Оценка          |
| ----------------------------- | --------------- |
| AllMusic                      | [ 1 ]           |
| Chicago Tribune               | [ 2 ]           |
| Los Angeles Times             | [ 3 ]           |
| Muzik                         | [ 4 ]           |
| NME                           | 8/10            |
| Record Mirror                 | 5/5             |
| Rolling Stone                 | [ 7 ]           |
| The Rolling Stone Album Guide | [ 8 ]           |
| Spin Alternative Record Guide | 7/10            |
| The Village Voice             | B+              |

Club Classics Vol. One возглавил британский хит-парад UK Albums Chart и американский Top R&B/Hip-Hop Albums (Billboard). Запись получила трижды «платиновый» статус от Британской ассоциации производителей фонограмм и дважды «платиновый» — от Американской ассоциации звукозаписывающих компаний. Два сингла с альбома, «Keep On Movin’» и «Back to Life (However Do You Want Me)», также заняли верхние строчки чартов в ряде стран.
Club Classics Vol. One получил высокие оценки от музыкальной прессы. Обозреватель AllMusic Алекс Хендерсон отметил, что альбом стал «одним из самых сто́ящих ритм-энд-блюзовых релизов 1989 года». В 2004 году журнал Q поставил запись на 38-е место в списке 50 величайших британских альбомов всех времён. В 2006 году то же издание поставило Club Classics Vol. One на 34-е место в списке 40 лучших альбомов 1980-х годов. В 2012 году диск занял последнее место в списке 100 лучших альбомов 1980-х годов журнала Slant Magazine.

## Список композиций
| №                   | Название                                             | Автор(ы)                          | Длительность |
| ------------------- | ---------------------------------------------------- | --------------------------------- | ------------ |
| 1.                  | «Keep On Movin’» (при участии Кэрон Уилер)           | Тревор Бересфорд Ромео            | 6:00         |
| 2.                  | «Fairplay» (при участии Роуз Уиндросс)               | Ромео, Нелли Хупер, Роуз Уиндросс | 3:50         |
| 3.                  | «Holdin’ On»                                         | Ромео, Саймон Лоу                 | 3:50         |
| 4.                  | «Feeling Free (Live Rap)»                            | Ромео                             | 4:13         |
| 5.                  | «African Dance»                                      | Ромео, Лоу                        | 6:05         |
| 6.                  | «Dance»                                              | Ромео, Лоу                        | 3:40         |
| 7.                  | «Feel Free» (при участии Дорин Уодделл)              | Ромео, Хупер                      | 5:02         |
| 8.                  | «Happiness (Dub)» (при участии Дорин Уодделл)        | Ромео, Хупер                      | 5:30         |
| 9.                  | «Back to Life (Accapella)» (при участии Кэрон Уилер) | Ромео                             | 3:48         |
| 10.                 | «Jazzie’s Groove»                                    | Ромео, Хупер                      | 2:37         |
| Общая длительность: | Общая длительность:                                  | Общая длительность:               | 44:35        |

| №   | Название                                                  | Автор(ы)                 | Длительность |
| --- | --------------------------------------------------------- | ------------------------ | ------------ |
| 11. | «Ambition (Rap)»                                          | Ромео                    | 3:49         |
| 12. | «Keep on Movin’ (Big Beat Accapella)»                     | Ромео                    | 3:36         |
| 13. | «Back to Life (However Do You Want Me)»                   | Ромео, Уилер, Лоу, Хупер | 3:52         |
| 14. | «Jazzie’s Groove (Piano Version)»                         | Ромео, Хупер             | 4:04         |
| 15. | «Back to Life (However Do You Want Me) (One World Remix)» | Ромео, Уилер, Лоу, Хупер | 6:34         |
| 16. | «Keep on Movin’ (M Beat Bonus Mix)»                       | Ромео                    | 4:23         |

## Чарты и сертификации
| Чарт (1989)                  | Высшая позиция |
| ---------------------------- | -------------- |
| Австралия                    | 38             |
| Австрия                      | 11             |
| Великобритания               | 1              |
| Германия                     | 13             |
| Нидерланды                   | 16             |
| Новая Зеландия               | 8              |
| США (Billboard 200)          | 14             |
| США (Top R&B/Hip-Hop Albums) | 1              |
| Швейцария                    | 12             |
| Швеция                       | 8              |

| Чарт (1989)                  | Высшая позиция |
| ---------------------------- | -------------- |
| Германия                     | 57             |
| Нидерланды                   | 43             |
| Новая Зеландия               | 44             |
| США (Billboard 200)          | 62             |
| США (Top R&B/Hip-Hop Albums) | 27             |

| Чарт (1990)    | Высшая позиция |
| -------------- | -------------- |
| Новая Зеландия | 49             |

### Сертификации
| Великобритания                                     | 3× платиновый | 900 000^ |
| Канада                                             | платиновый    | 100 000^ |
| Нидерланды                                         | золотой       | 50 000^  |
| Новая Зеландия                                     | золотой       | 7500^    |
| США                                                | 2× платиновый | 900 000^ |
| ^ данные о партиях основаны только на сертификации |               |          |